# James Bateman
Pour les articles homonymes, voir Bateman.
 (janvier 2019).
Si vous disposez d'ouvrages ou d'articles de référence ou si vous connaissez des sites web de qualité traitant du thème abordé ici, merci de compléter l'article en donnant les références utiles à sa vérifiabilité et en les liant à la section « Notes et références ».
James Bateman est un botaniste britannique, né le 18 juillet 1811 à Bury et mort le 27 novembre 1897 à Springbank, qui s'est notamment spécialisé dans les orchidées.

## Biographie
Il est le fils de John Bateman et d’Elizabeth née Holt. Il obtient son Bachelor of Arts en 1834 et son Master of Arts en 1845, tous deux au Magdalen College de l'université d'Oxford. Il épouse Maria Sybilla Warburton le 24 avril 1838, union dont il aura quatre enfants.
Membre de la Linnean Society of London, de la Royal Society (1838) et de la Royal Horticultural Society, il est l’auteur de nombreux travaux sur les orchidées. Il a notamment publié : 
- Orchidaceae of Mexico and Guatemala (1837-1843).
- A Monograph of Odontoglossum (Reeve & Co., Londres, (1864-1874).
- A Second Century of Orchidaceus Plants (1867).